# Fußball-Weltmeisterschaft der Frauen 2007/Gruppe A
Resultate der Gruppe A der Fußball-Weltmeisterschaft der Frauen 2007:
| Pl. | Land        | Sp. | S | U | N | Tore    | Diff. | Punkte |
| --- | ----------- | --- | - | - | - | ------- | ----- | ------ |
| 1.  | Deutschland | 3   | 2 | 1 | 0 | 013:000 | +13   | 07     |
| 2.  | England     | 3   | 1 | 2 | 0 | 008:300 | +5    | 05     |
| 3.  | Japan       | 3   | 1 | 1 | 1 | 003:400 | −1    | 04     |
| 4.  | Argentinien | 3   | 0 | 0 | 3 | 001:180 | −17   | 0      |

## Deutschland – Argentinien 11:0 (5:0)
| Deutschland                                                                        | Deutschland | Argentinien | Argentinien |
| ---------------------------------------------------------------------------------- | --- | --- | ----------- |
| Deutschland                                                                        | \| 10. September 2007, 14:00 Uhr (MESZ) in Shanghai (Shanghai-Hongkou-Fußballstadion) \| \| Zuschauer: 28.098 \| \| Schiedsrichterin: Tammy Ogston ( Australien) \| | \| 10. September 2007, 14:00 Uhr (MESZ) in Shanghai (Shanghai-Hongkou-Fußballstadion) \| \| Zuschauer: 28.098 \| \| Schiedsrichterin: Tammy Ogston ( Australien) \| | Argentinien |
| Deutschland                                                                        | Nadine Angerer – Kerstin Stegemann, Sandra Minnert, Ariane Hingst, Linda Bresonik – Kerstin Garefrekes (84. Anja Mittag), Simone Laudehr (74. Saskia Bartusiak), Renate Lingor, Melanie Behringer (68. Petra Wimbersky) – Sandra Smisek, Birgit Prinz Cheftrainerin: Silvia Neid          | Vanina Correa – Eva González – Valeria Cotelo, Gabriela Chávez, Barbitta Nuño, Clarisa Huber (74. Florencia Mandrile) – Rosana Gómez (66. Mercedes Pereyra), María Quiñones, Fabiana Vallejos – María Potassa, Analía Almeida (53. Florencia Mandrille) Cheftrainer: José Carlos Borrello | Argentinien |
| Deutschland                                                                        | 1:0 Melanie Behringer (12.) 2:0 Kerstin Garefrekes (17.) 3:0 Melanie Behringer (24.) 4:0 Birgit Prinz (29.) 5:0 Birgit Prinz (45.+1') 6:0 Renate Lingor (51.) 7:0 Sandra Smisek (57.) 8:0 Birgit Prinz (59.) 9:0 Sandra Smisek (70.) 10:0 Sandra Smisek (79.) 11:0 Renate Lingor (90.+1') | | Argentinien |
| Deutschland                                                                        | Saskia Bartusiak, Simone Laudehr | Gabriela Chávez, Eva González, Rosana Gómez, María Quiñones | Argentinien |
| 10. September 2007, 14:00 Uhr (MESZ) in Shanghai (Shanghai-Hongkou-Fußballstadion) | | |             |
| Zuschauer: 28.098                                                                  | | |             |
| Schiedsrichterin: Tammy Ogston ( Australien)                                       | | |             |

Besonderheiten: Das 11:0 war bis 2019 der höchste Sieg und gleichzeitig der erste zweistellige Sieg der WM-Geschichte. Birgit Prinz und Sandra Smisek erzielten als zweite bzw. dritte deutsche Spielerin drei Tore in einem WM-Spiel. Zuvor war dies nur Inka Grings bei der WM 1999 gelungen. Sowohl das erste als auch das letzte Tor des Spiels entstanden durch einen deutschen Eckball, den die argentinische Torhüterin Vanina Correa jeweils ins eigene Netz lenkte. Während des Spiels wurde daher Correa als zweifache Eigentorschützin geführt, erst am Folgetag schrieb die FIFA die Treffer den deutschen Eckballschützinnen (Behringer und Lingor) gut.

## Japan – England 2:2 (0:0)
| Japan                                                                              | Japan | England | England |
| ---------------------------------------------------------------------------------- | --- | --- | ------- |
| Japan                                                                              | \| 11. September 2007, 14:00 Uhr (MESZ) in Shanghai (Shanghai-Hongkou-Fußballstadion) \| \| Zuschauer: 27.146 \| \| Schiedsrichterin: Kari Seitz ( USA) \|                                                                                         | \| 11. September 2007, 14:00 Uhr (MESZ) in Shanghai (Shanghai-Hongkou-Fußballstadion) \| \| Zuschauer: 27.146 \| \| Schiedsrichterin: Kari Seitz ( USA) \|                                                                  | England |
| Japan                                                                              | Miho Fukumoto – Hiromi Isozaki (86. Yūki Nagasato), Yukari Kinga (46. Kozue Ando), Azusa Iwashimizu, Rumi Utsugi – Tomomi Miyamoto (71. Ayumi Hara), Tomoe Sakai, Homare Sawa, Aya Miyama – Eriko Arakawa, Shinobu Ōno Cheftrainer: Hiroshi Ōhashi | Rachel Brown, Alex Scott (89. Lindsay Johnson), Casey Stoney, Faye White , Mary Phillip – Katie Chapman, Fara Williams, Kelly Smith – Karen Carney, Eniola Aluko (74. Jill Scott), Rachel Yankey Cheftrainerin: Hope Powell | England |
| Japan                                                                              | 1:0 Aya Miyama (55.) 2:2 Aya Miyama (90.+5') | 1:1 Kelly Smith (81.) 1:2 Kelly Smith (83.) | England |
| Japan                                                                              | Katie Chapman, Kelly Smith | | England |
| 11. September 2007, 14:00 Uhr (MESZ) in Shanghai (Shanghai-Hongkou-Fußballstadion) | | |         |
| Zuschauer: 27.146                                                                  | | |         |
| Schiedsrichterin: Kari Seitz ( USA)                                                | | |         |

Besonderheiten: Erster Punktgewinn einer japanischen Mannschaft gegen eine Mannschaft aus Europa.

## Argentinien – Japan 0:1 (0:0)
| Argentinien                                                                        | Argentinien | Japan | Japan |
| ---------------------------------------------------------------------------------- | --- | --- | ----- |
| Argentinien                                                                        | \| 14. September 2007, 11:00 Uhr (MESZ) in Shanghai (Shanghai-Hongkou-Fußballstadion) \| \| Schiedsrichterin: Dagmar Damková ( Tschechien) \|                                                                                              | \| 14. September 2007, 11:00 Uhr (MESZ) in Shanghai (Shanghai-Hongkou-Fußballstadion) \| \| Schiedsrichterin: Dagmar Damková ( Tschechien) \|                                                                                 | Japan |
| Argentinien                                                                        | Romina Ferro – Eva González , Gabriela Chávez, Clarisa Huber (53. Andrea Ojeda), Catalina Pérez – Florencia Mandrile, María Quiñones, Fabiana Vallejos – María Potassa, Mercedes Pereyra, Analía Almeida Cheftrainer: José Carlos Borrello | Miho Fukumoto – Hiromi Isozaki , Kyoko Yano (50. Rumi Utsugi), Azusa Iwashimizu, Kozue Ando (79. Kozue Ando) – Tomomi Miyamoto, Tomoe Sakai, Homare Sawa, Aya Miyama – Yūki Nagasato, Shinobu Ōno Cheftrainer: Hiroshi Ōhashi | Japan |
| Argentinien                                                                        | 0:1 Yūki Nagasato (90.+1') | | Japan |
| Argentinien                                                                        | Hiromi Isozaki | | Japan |
| 14. September 2007, 11:00 Uhr (MESZ) in Shanghai (Shanghai-Hongkou-Fußballstadion) | | |       |
| Schiedsrichterin: Dagmar Damková ( Tschechien)                                     | | |       |

Besonderheiten: Durch seine zweite Niederlage scheidet Argentinien als erste Mannschaft aus dem Turnier aus.

## England – Deutschland 0:0
| England                                                                            | England | Deutschland | Deutschland |
| ---------------------------------------------------------------------------------- | --- | --- | ----------- |
| England                                                                            | \| 14. September 2007, 14:00 Uhr (MESZ) in Shanghai (Shanghai-Hongkou-Fußballstadion) \| \| Zuschauer: 27.730 \| \| Schiedsrichterin: Jenny Palmqvist ( Schweden) \|                                   | \| 14. September 2007, 14:00 Uhr (MESZ) in Shanghai (Shanghai-Hongkou-Fußballstadion) \| \| Zuschauer: 27.730 \| \| Schiedsrichterin: Jenny Palmqvist ( Schweden) \|                                                                   | Deutschland |
| England                                                                            | Rachel Brown – Alex Scott, Katie Chapman, Fara Williams, Karen Carney (57. Rachel Yankey), Anita Asante – Jill Scott, Faye White , Mary Phillip, Casey Stoney – Kelly Smith Cheftrainerin: Hope Powell | Nadine Angerer – Kerstin Stegemann, Annike Krahn, Ariane Hingst, Linda Bresonik – Kerstin Garefrekes, Simone Laudehr, Renate Lingor, Melanie Behringer (63. Fatmire Bajramaj) – Sandra Smisek, Birgit Prinz Cheftrainerin: Silvia Neid | Deutschland |
| England                                                                            | Katie Chapman, Fara Williams | Fatmire Bajramaj, Annike Krahn, Simone Laudehr | Deutschland |
| 14. September 2007, 14:00 Uhr (MESZ) in Shanghai (Shanghai-Hongkou-Fußballstadion) | | |             |
| Zuschauer: 27.730                                                                  | | |             |
| Schiedsrichterin: Jenny Palmqvist ( Schweden)                                      | | |             |

Besonderheiten: Erstes 0:0 des Turniers. Für beide Mannschaften war es das erste torlose Remis bei einer Weltmeisterschaft. Simone Laudehr ist nach der zweiten gelben Karte im Turnier für das Spiel gegen Japan gesperrt.

## Deutschland – Japan 2:0 (1:0)
| Deutschland                                                                | Deutschland | Japan | Japan |
| -------------------------------------------------------------------------- | --- | --- | ----- |
| Deutschland                                                                | \| 17. September 2007, 14:00 Uhr (MESZ) in Hangzhou (Hangzhou-Dragon-Stadion) \| \| Zuschauer: 39.817 \| \| Schiedsrichterin: Adriana Correa ( Kolumbien) \|                                                                                                  | \| 17. September 2007, 14:00 Uhr (MESZ) in Hangzhou (Hangzhou-Dragon-Stadion) \| \| Zuschauer: 39.817 \| \| Schiedsrichterin: Adriana Correa ( Kolumbien) \|                                                                                          | Japan |
| Deutschland                                                                | Nadine Angerer – Kerstin Stegemann, Annike Krahn, Ariane Hingst, Linda Bresonik – Petra Wimbersky, Kerstin Garefrekes, Renate Lingor, Melanie Behringer (57. Fatmire Bajramaj) – Birgit Prinz , Sandra Smisek (78. Martina Müller) Cheftrainerin: Silvia Neid | Miho Fukumoto – Hiromi Isozaki , Yukari Kinga, Miyuki Yanagita, Ayumi Hara, Tomoe Sakai, Homare Sawa, Azusa Iwashimizu, Aya Miyama (46. Eriko Arakawa, 63. Shinobu Ōno), Yūki Nagasato (76. Tomomi Miyamoto), Rumi Utsugi Cheftrainer: Hiroshi Ōhashi | Japan |
| Deutschland                                                                | 1:0 Birgit Prinz (21.) 2:0 Renate Lingor (87., Foulelfmeter) | | Japan |
| Deutschland                                                                | Kerstin Garefrekes, Martina Müller | Tomoe Sakai | Japan |
| 17. September 2007, 14:00 Uhr (MESZ) in Hangzhou (Hangzhou-Dragon-Stadion) | | |       |
| Zuschauer: 39.817                                                          | | |       |
| Schiedsrichterin: Adriana Correa ( Kolumbien)                              | | |       |

Besonderheiten: Durch das 2:0 gegen Japan hat sich Deutschland als Gruppensieger und ohne Gegentreffer für die K.-o.-Phase qualifiziert.

## England – Argentinien 6:1 (2:0)
| England                                                                         | England | Argentinien | Argentinien |
| ------------------------------------------------------------------------------- | --- | --- | ----------- |
| England                                                                         | \| 17. September 2007, 14:00 Uhr (MESZ) in Chengdu (Chengdu-Sports-Center-Stadion) \| \| Zuschauer: 30.730 \| \| Schiedsrichterin: Dianne Ferreira-James ( Guyana) \|                                                                  | \| 17. September 2007, 14:00 Uhr (MESZ) in Chengdu (Chengdu-Sports-Center-Stadion) \| \| Zuschauer: 30.730 \| \| Schiedsrichterin: Dianne Ferreira-James ( Guyana) \| | Argentinien |
| England                                                                         | Rachel Brown – Alex Scott (68. Sue Smith), Casey Stoney, Faye White , Mary Phillip, Fara Williams, Eniola Aluko (80. Jodie Handley), Kelly Smith (80. Vicky Exley), Rachel Yankey, Anita Asante, Jill Scott Cheftrainerin: Hope Powell | Romina Ferro – Eva González , Gabriela Chávez, Clarisa Huber (52. Valeria Cotelo), María Quiñones (76. Emilia Mendieta), Catalina Pérez, Florencia Mandrile, Fabiana Vallejos, María Potassa, Analía Almeida (62. Natalia Gatti), Mercedes Pereyra Cheftrainer: José Carlos Borrello | Argentinien |
| England                                                                         | 1:0 Eva González (9., Eigentor) 2:0 Jill Scott (10.) 3:0 Fara Williams (50., Foulelfmeter) 4:1 Kelly Smith (64.) 5:1 Kelly Smith (77.) 6:1 Vicky Exley (90., Foulelfmeter)                                                             | 3:1 Eva González (60.) | Argentinien |
| England                                                                         | Alex Scott | Eva González, Catalina Pérez | Argentinien |
| England                                                                         | Catalina Pérez | | Argentinien |
| 17. September 2007, 14:00 Uhr (MESZ) in Chengdu (Chengdu-Sports-Center-Stadion) | | |             |
| Zuschauer: 30.730                                                               | | |             |
| Schiedsrichterin: Dianne Ferreira-James ( Guyana)                               | | |             |

Besonderheiten: Argentinien beendet das Turnier mit dem schlechtesten Torverhältnis aller Zeiten (1:18). Gegen Catalina Perez wird der erste Platzverweis im Turnier ausgesprochen.

## Belege
1. ↑  womensoccer.de: WM-Splitter: Behringer und Lingor bekommen Treffer zugesprochen